# Prosopocera allardi
Prosopocera allardi är en skalbaggsart som beskrevs av Teocchi 1993. Prosopocera allardi ingår i släktet Prosopocera och familjen långhorningar.
Artens utbredningsområde är Kenya. Inga underarter finns listade i Catalogue of Life.